# Adolf Spiegel (Chemiker)
Adolf Spiegel (* 27. Februar 1856 in Michelstadt; † 4. November 1938 in Darmstadt) war ein deutscher Chemiker.

## Leben
Spiegel war der Sohn eines Gastwirts und Brauers und ging in Frankfurt am Main in die Drogerielehre. Nachdem er ein 1873 angefangenes Chemiestudium am Polytechnikum in Darmstadt aus finanziellen Gründen abbrechen musste, ging er nach England als Chemiker in die Industrie, wobei er auch Vorlesungen bei Carl Schorlemmer am Owens College in Manchester hörte und 1878 dessen Assistent wurde. 1879 setzte er das Studium an der Universität München fort, wurde dort 1881 bei Adolf von Baeyer promoviert und war danach dessen Assistent. Er unterstützte Baeyer bei dessen Arbeiten am Indigo-Farbstoff und fand beim Versuch der Strukturaufklärung der Vulpinsäure die Pulvinsäure. Ab 1882 war er Chemiker bei den Farbwerken Hoechst, wo er ein Verfahren fand, in Wasser unlösliche Azofarbstoffe mit Natriumhydrogensulfit löslich zu machen. Ab 1884 leitete er Ausbeutung der Ölschiefer in der Grube Messel bei Darmstadt (als Repräsentant der Gewerkschaft Messel) und entwickelte Öfen, um petrochemische Produkte und Ammoniak aus Ölschiefer zu gewinnen. 1910 gründete er eine eigene Firma zur Braunkohlegewinnung in der Gegend von Darmstadt. 1921 ging er in den Ruhestand.